# 宽距兰
宽距兰（学名：Yoania japonica）为兰科宽距兰属下的一个种。